# Ruma étrusque
Tout au long de l'âge du fer, la trame historique des Étrusques et celle des Romains sont liées de manière inextricable. Depuis la fondation de la Ville et des premières cités-États d'Étrurie, au cours du VIIIe siècle av. J.-C., jusqu'à sa conquête et enfin sa totale intégration par Rome, le peuple étrusque apparaît comme l'une des données majeures de l'équation historique de la cité tibérine. La « koïnè » étrusque a fourni au moins trois et peut-être quatre des rois de Rome, voire davantage. La lecture des œuvres littéraires antiques, confrontées et corrélées à un corpus archéologique abondant, mettent en évidence un processus de synœcisme de populations étrusques au sein de Rome sur une période allant du VIIe siècle av. J.-C. au  Ve siècle av. J.-C. Ces dernières forment ainsi le plus important quartier de la ville capitoline pré-républicaine, voire pré-impériale, sur la rive droite du Tibre, appelée la "rive étrusque" (« litus tuscus »).L'ensemble des données littéraires, historiographiques et archéologiques permettent d'appréhender et de singulariser une véritable Rome étrusque, la « Ruma tusca ».

## Contexte géographique et historique

### Contexte géographique

Situation géographique de la Ruma étrusque à Rome : le mont Janicule
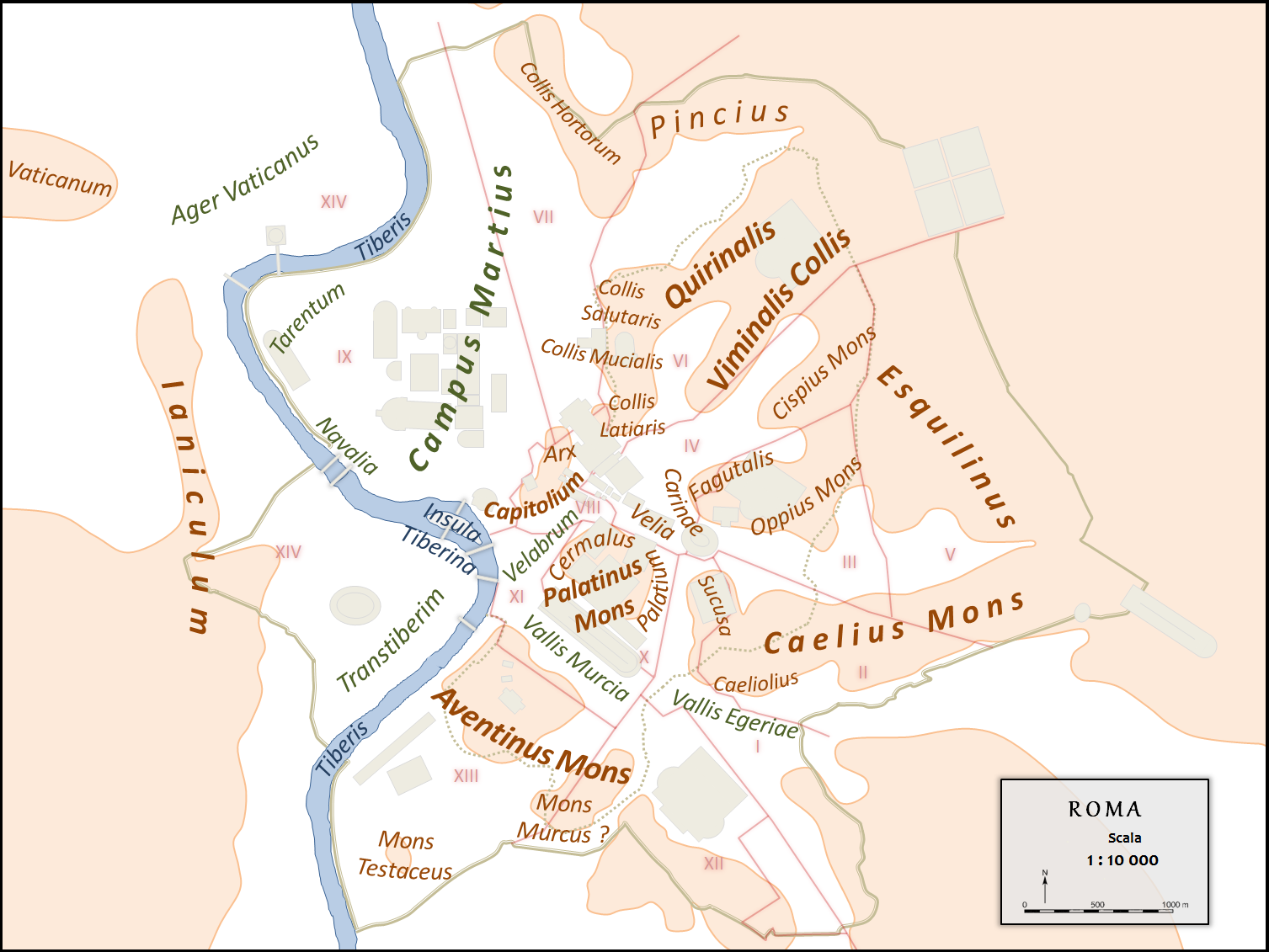
Contexte géographique de la « Ruma » étrusque au cours de période protohistorique romaine.
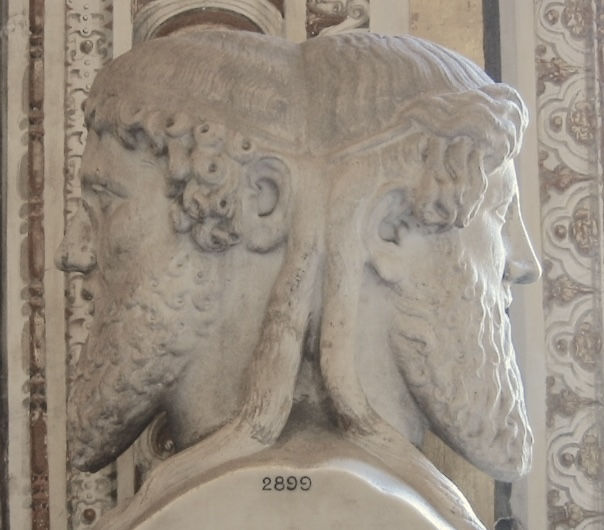
La figure de Janus du panthéon étrusco-romain, fondateur mythique du mont Janiculus.

Au cours des VIIIe siècle av. J.-C. et  VIIe siècle av. J.-C. se développe un ensemble urbain sur la rive droite du Tibre. Celui-ci occupe un espace venant en contact direct avec la cité du Latium. L'aire géographique évolue du Nord au Sud le long d'un vallon dénommé mont Janiculus, évoquant un événement mythologique : le dieu Janus aurait fondé le site urbain surplombant le Janicule,,. Au long du VIIIe siècle av. J.-C. et jusqu'au milieu du siècle suivant, ce lieu constitue simultanément un point de passage essentiel entre l'Étrurie et la jeune ville capitoline, et une ligne de démarcation entre ces deux entités politico-culturelles,,,. 
Le vaste hameau, constitué de bâtisses rudimentaires, observe une importante concentration de population étrusque. Considéré par de nombreux historiographes comme  la 8e colline de Rome,,, le complexe proto-urbanistique du Janicule est rattaché à la cité tibérine par le 4e Roi de Rome (selon la Tradition), le sabin Ancus Marcius,.

### Contexte historique duVIIIesiècleav. J.-C.et duVIIesiècleav. J.-C.
En 753 av. J.-C., le cours historique des peuples de la péninsule italienne voit l'émergence d'une nouvelle cité, avec un gouvernement de type monarchique,,. L'incidence de la fondation de Rome se révèle déterminante pour l'Étrurie,,,,,, dans une interaction et une influence mutuelles lourdes de conséquences politiques, culturelles et économiques,,,,,,,,,.

La fondation de Rome : un événement-clé dans la trame historique des Étrusques
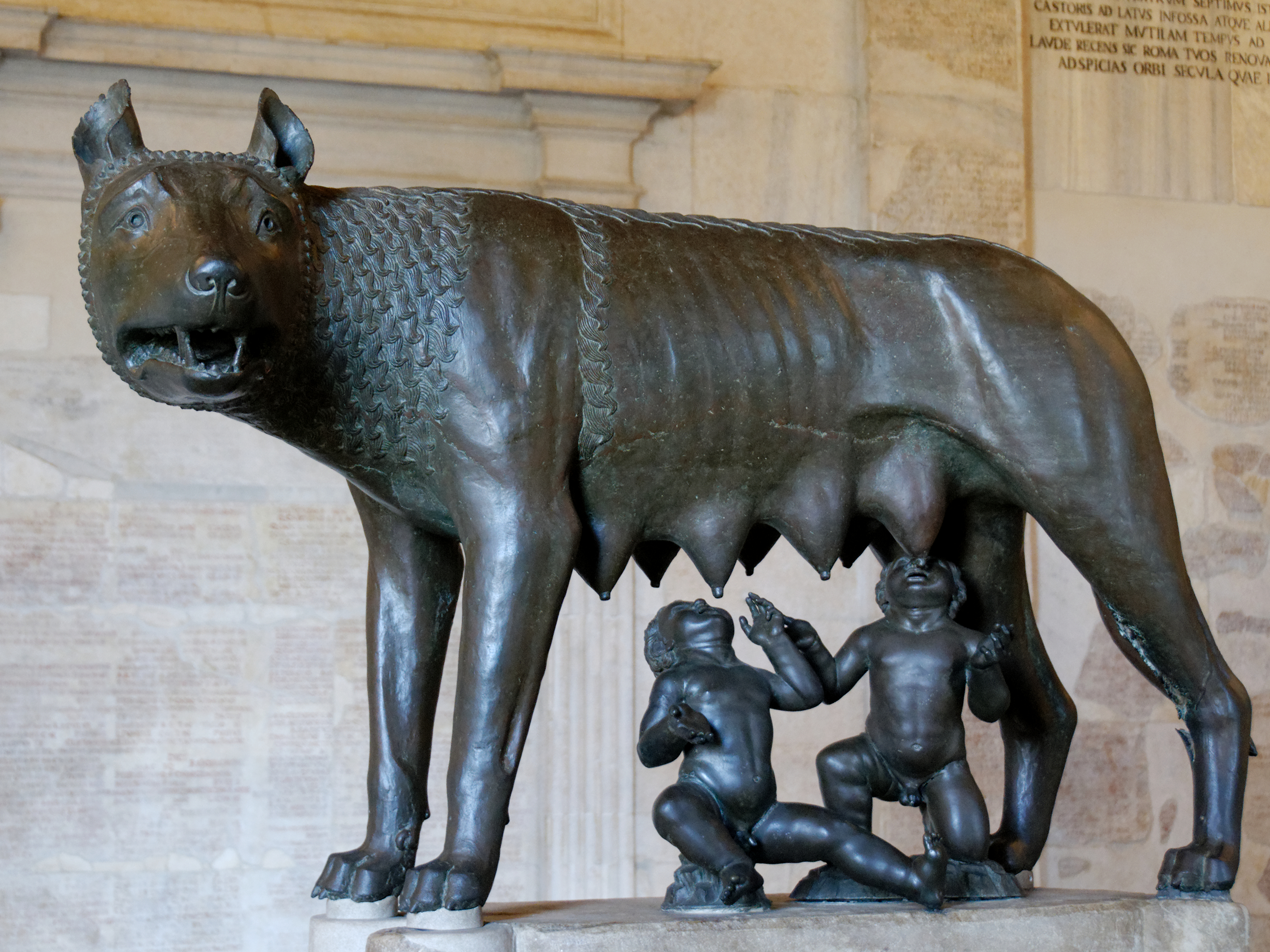
Rome : naissance d'une cité-Etat latino-sabine[d].

La seconde moitié du VIe siècle av. J.-C., est marquée par la détérioration de l'entente étrusco-romaine,, avec la prise de pouvoir institutionnel et militaire des Étrusques au sein de Rome aux environs de 620 et jusqu'à la fin du siècle. Les périodes des règnes étrusques sur Rome semblent relever d'incursions militaires des cités-États de « Tarchna »,, de « Velx »,, et dans une moindre mesure, de Chiusi.
- Indices archéologiques d'une possible invasion de Rome par les étrusques au cours de la seconde moitié du VIIe siècle av. J.-C.

Indices archéologiques d'une possible invasion de Rome par les étrusques au cours de la seconde moitié du
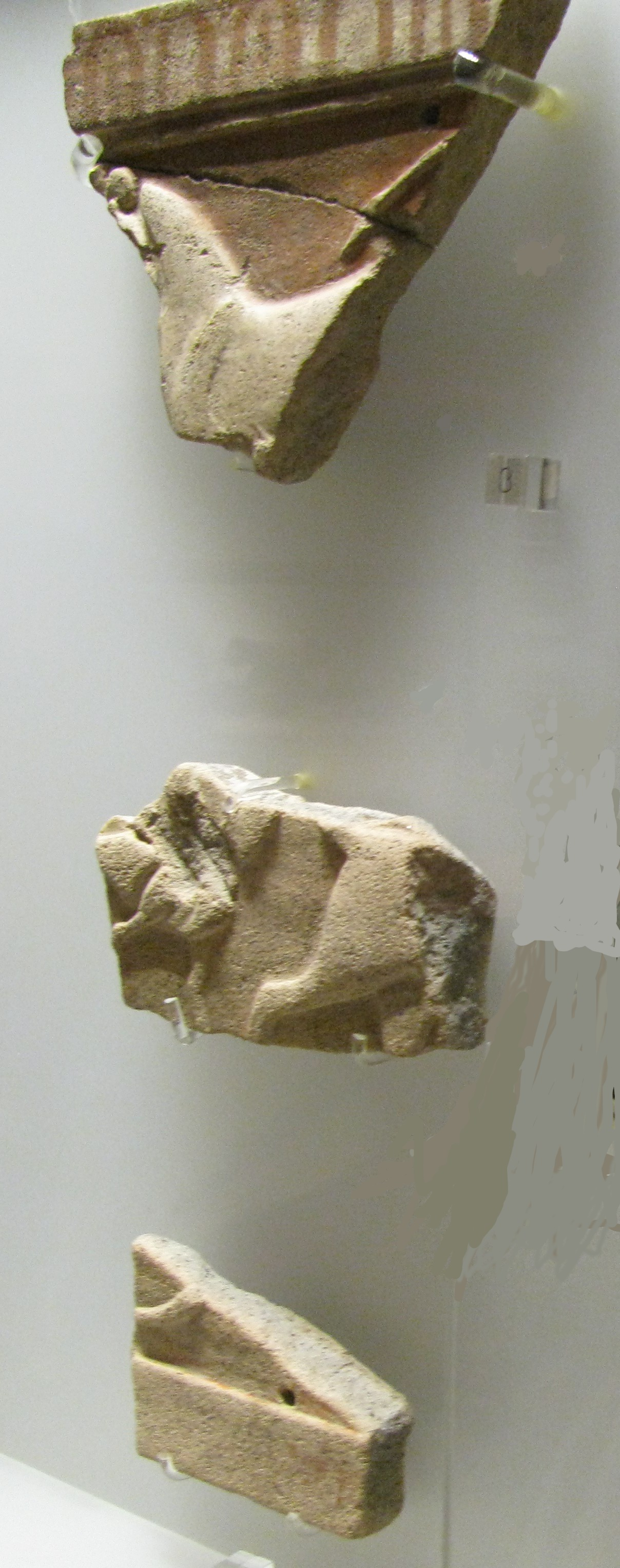
Fragments de terre cuite architectonique de provenance étrusque (seconde moitié du VIIe siècle av. J.-C.), mis au jour in situ de l'enceinte dite de la Regia, à Rome). Section épigraphique du musée des thermes de Dioclétien.

Mais il est difficile de concevoir des invasions provenant de « Tarchna » ou « Velx » via l'axe de communication fluvial tibérin,, ces deux métropoles ne possédant ni frontières communes, ni proximité spatiale avec Rome. En revanche les positions respectives de « Cisra » et de « Veis », font de ces cités étrusques d'excellentes candidates pour une mise sous tutelle de la métropole romaine voisine,,,. Par ailleurs, les documents épigraphiques découverts dans le sol de Rome et attribuée à cette période de troubles, bien que présentant un cursus alphabétique étrusque, procèdent d'une syntaxe linguistique latine. De surcroît, ces inscriptions témoignent d'un registre institutionnel, soulignant le caractère d'implication politique, et non militaire, de la koinè étrusque au sein de la cité tibérine. Et, les nombreux artefacts mis au jour en contexte d'habitat d'une part et funéraire, d'autre part, privilégient la thèse d'un mercenariat étrusque, au détriment de l'hypothèse proposant une invasion étrusque,,,. 
De fait, la cité latine du VIIe siècle av. J.-C. relève d'une démocratie monarchique dite ouverte aux éléments ethniques exogènes,,. 
Sous cet angle, il demeure possible d'accréditer ce paradoxe historique d'une éventuelle conquête de Rome par les Étrusques sans pour autant qu'il y ait eu des données factuelles et indubitables, voire contradictoires. Les historiens Thierry Piel et Bernard Mineo apportent un élément de réponse : on peut expliquer les événements par un argument plus crédible, voire décisif, à savoir l'hypothèse d'un statut spécifique aux hiérarques étrusques, non pas celui de conquérants, mais plutôt celui d'une chefferie composée de soldats et de nobles issus d'un mercenariat exogène à Rome, comme les condottieri de la Renaissance italienne,.

La lecture des indices archéologiques, épigraphiques (la tablette dite au lion,), et littéraires conceptualisent que Rome, au tournant du VIIe siècle av. J.-C., est terre d'accueil des multiples peuples provenant de l'Italie centrale et méridionale, mais présentant toutefois une forte majorité étrusque,. Les fouilles effectuées sur le site tibérin mettent en évidence la présence certaine d'un quartier entier situé sur la rive droite du Tibre, et dont l'architecture et les différents objets domestiques qui y ont été découverts procèdent d'un substrat étrusque : il s'agit du litus tuscus ("rive étrusque"),, ou encore de la « ripa veiens » ("rive véienne"). Dans ce cadre, il est possible de définir une véritable 

« gens étrusque, la gens « Ruma » qui aurait ainsi donné son patronyme à la ville »

— Jean-Marc Irollo, Histoire des étrusques, 2010, page 166.
,,. Par conséquent, dans ce cadre historique, un fait invasif étrusque sur la métropole romaine semble invalidé. En contre-point, la thèse d'une installation étrusque de nature pacifique pourrait être privilégiée,,,.

## Règne de Tarquin l'Ancien: l'essor des Étrusques à Rome

Tarquin l'Ancien, le premier roi de Rome d'origine étrusque
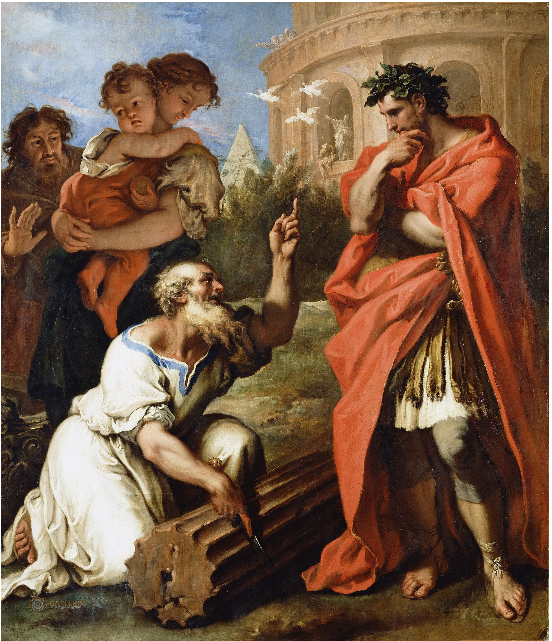
Tarquin l'Ancien demandant conseil à l'haruspice étrusque Nevius[j].
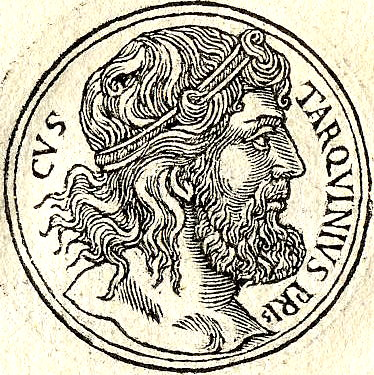
« Lucius Tarquinius Priscus Lucomnies », dit Tarquin l'Ancien[k].

« Sous le règne d'Ancus Marcius, un personnage entreprenant et puissamment riche, Lucumo, vint s'établir à Rome, poussé surtout par le désir et l'espoir d'y occuper le poste le plus important auquel il ne lui avait pas été permis de prétendre à Tarquinia : car là aussi il n'était qu'un étranger. »

— Tite-Live, Livre I, 34, 1 La valse des condottieres / Thierry Piel, Bernard Mineo Et Rome devint une République... 509 av. J.-C. 2011, page 63.
Au début des années 610, « Lucius Tarquinius Priscus Lucomnies » (dit Tarquin l'Ancien) vient s'installer à Rome afin d'y exercer un rôle politique de premier plan. 
L'ambitieux descendant d'une riche famille de nobles et de commerçants étrusques évolue promptement au sein de la scène politique romaine, qui est représentée par deux assemblées : les comices curiates,  et les comices calates. 
Grâce à ses dons d'orateur et de stratège politique, il parvient à apposer son empreinte sur la  Royauté probablement au détriment du quatrième Roi le sabin Ancus Marcius. Pour accéder au siège suprême, Tarquin l'Ancien réunit derrière lui les forces militantes de la plèbe romaine, et, éloignant les descendants d'Ancus Marcius, se fait proclamer roi de Rome par cooptation démocratique des deux comices, en 616.

## Règne de Servius Tullius: l'apogée de la Rome étrusque

### L'arrivée au pouvoir
En 578, Servius Publius Tullius , fils du commerçant étrusque Publius et d'une esclave de l'épouse de Tarquin l'Ancien et originaire de « Velx »,, succède à ce dernier pour endosser le plus haut  statut hiérarchique de Rome. Il demeure sur le trône environ 40 ans, son règne se concluant en 535 avec son assassinat, perpétré par son propre neveu, Tarquin le Superbe,,.

Macstrna, deuxième Roi étrusque de Rome
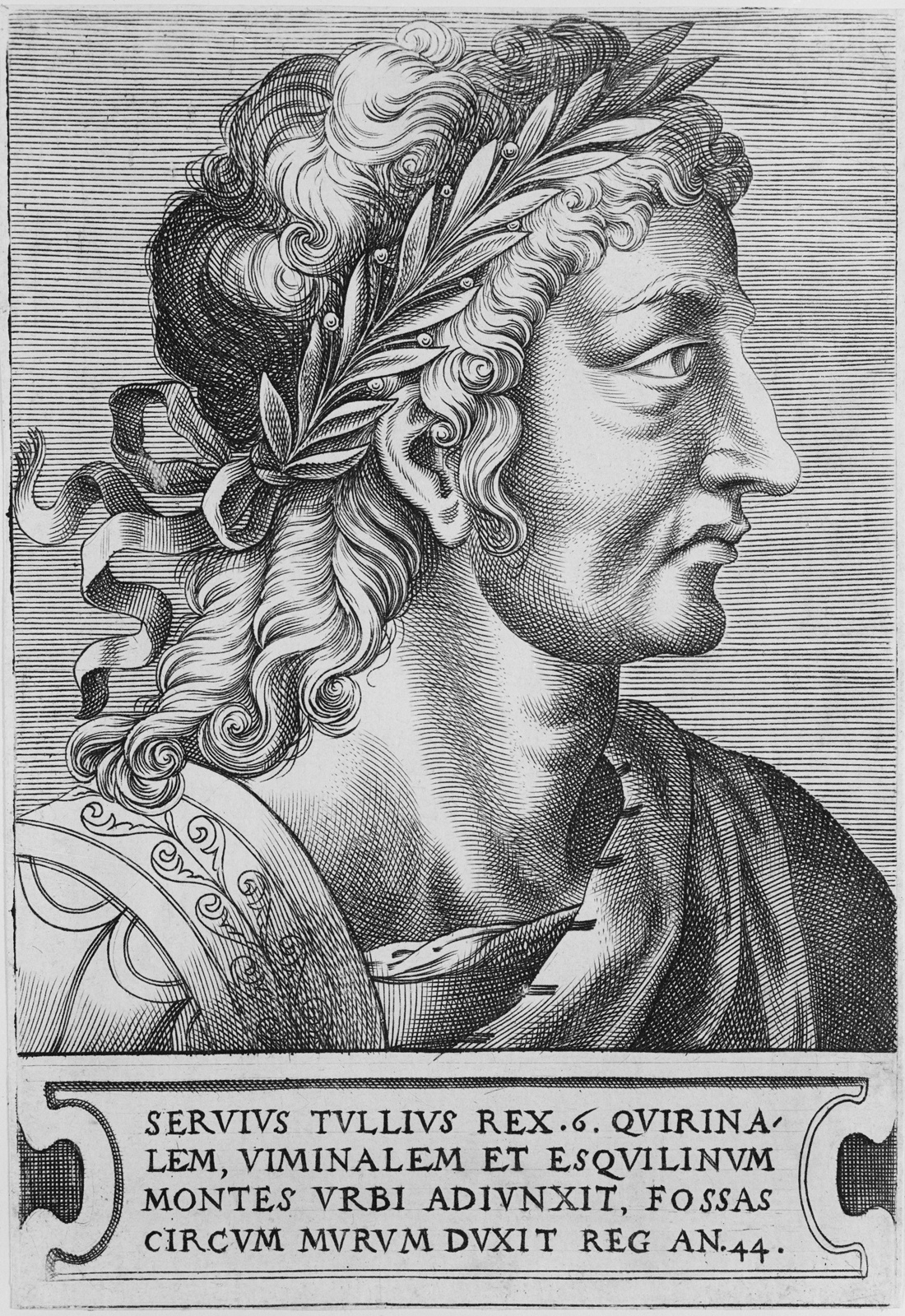
Portrait en gravure représentant Servius Publius Tullius, dit Macstrnanote|groupe=alpha|Ce dernier est le 6e souverain de Rome et le second que la koinè étrusque donna à la légendaire cité latino-falisque.
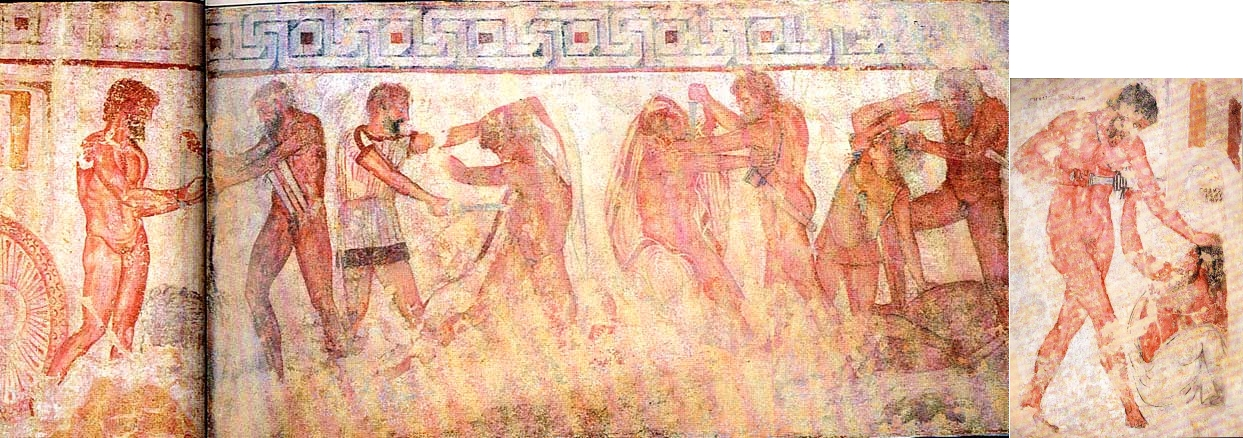
Fresque picturale représentant la « Scène de la Libération de Celio Vibenna »[n][o]. Le second personnage en partant de la gauche figurerait Servius Tullius, dit « Macstrna »[67],[38].
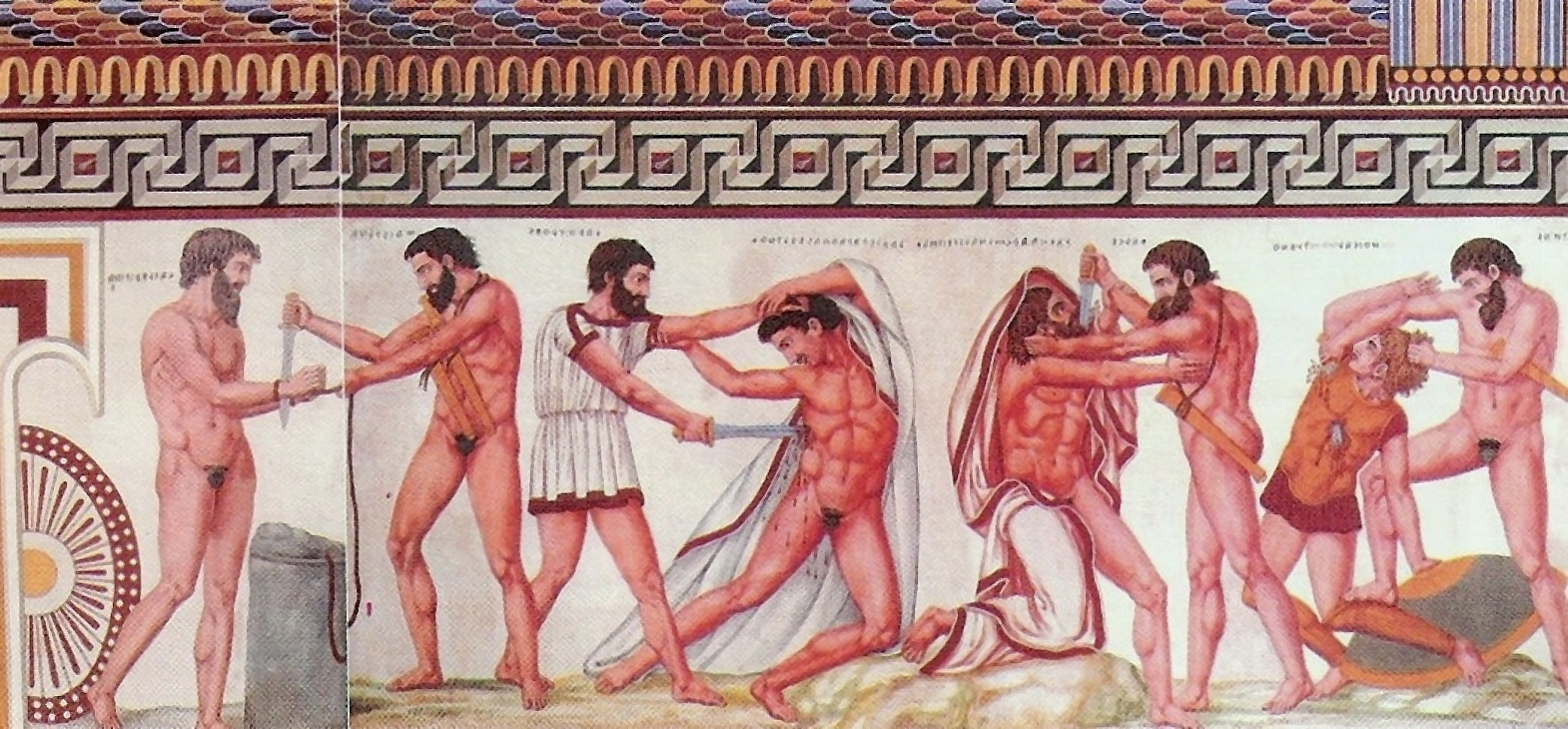
Reproduction librement interprétée de la scène dite de la Libération de « Caile Vipina » mise au jour au sein de la Tombe François[p].

Dans une allocution au sénat de Rome, l'empereur Claude, l'un des tout premiers étruscologues,, met en relief la probable trame historique ayant donné cours à l'accession au pouvoir de Servius Tullius. Il explique, expose et argumente que ce dernier se serait exilé d'Étrurie en direction de la cité capitoline. Servius Tullius aurait été appuyé par une partie de l'ost de « Caile Vipina » / Cælius Vibenna dont il aurait pris la tète. Servius Tullius investit le mont Cælius, l'une des sept collines de Rome. 
Par ailleurs, Claude remarque que le condottiere étrusque baptise ladite colline mont « Vipina » ou « Vibenna ». 
Enfin, dans son exposé relatant les événements qui ont conduit l'homme d'État natif de « Velx » (dans l'inscription de la table dite claudienne l'empereur romain authentifie l'identité et filiation de Servius Tullius : il s'agirait de « Macstrna »,,. Extrait, :

« Fils de l’esclave Ocrésia, si nous en croyons nos historiens, Servius Tullius prit place sur le trône entre ce prince et son fils ou son petit-fils, car les auteurs varient sur ce point. Si nous suivons les Toscans, il fut le compagnon de Cælius Vivenna, dont il partagea toujours le sort. Chassé par les vicissitudes de la fortune avec les restes de l’armée de Cælius, Servius sortit de l’Étrurie et vint occuper le mont Cælius, auquel il donna ce nom en souvenir de son ancien chef ; lui-même changea son nom, car en étrusque, il s’appelait Mastarna et prit le nom que j’ai déjà prononcé, de Servius Tullius, et il obtint la royauté pour le plus grand bien de l'Etat. »

— Claude, Table Claudienne, première colonne.

### Les grands travaux
Au cours de la seconde moitié de l'époque monarchique, les Étrusques aux rênes du pouvoir à Rome réalisent de vastes travaux d'infrastructures urbaines, notamment sous l'impulsion de Servius Tullius / « Marcstrna ». 
La cité tibérine connaît alors un grand développement urbanistique. 
Parmi ces chantiers de grande ampleur, la  construction du mur d'enceinte dit servien. 
Sa mise en œuvre, entamée sous Tarquin l'Ancien, se prolonge sous Servius Tullius / « Marcstrna » avec l'agrandissement du périmètre défensif ceignant le Capitole romain (autrement dit l'agger de sauvegarde de la cité romaine,,). 
En outre, le plan d'urbanisme du périmètre de protection servien est structuré de telle manière que ce dernier correspond à une ligne de démarcation du pomerium,,,. Les Étrusques ont aussi conçu un système de drainage visant à assécher les zones marécageuses situées entre le Capitole et le mont Palatin. Cette sorte de voirie hydraulique, à l'infrastructure toujours existante, est nommée Cloaca Maxima,,.
On porte également au crédit des Étrusques de Rome  l'érection d'édifices monumentaux tels que le Circus Maximus,, d'une capacité d'environ 25 000 places de spectateurs, ; le temple de la Triade capitoline, de 53 mètres de long sur  63 mètres de large,,,, et dont le podium est composé de 3 cellæ dédiées à Jupiter, Junon et Minerve,,.
Affectant un gabarit plus modeste, on attribue à « Macstrna » deux sanctuaires dans l'aire sacrée de Sant'Ombono. L'un est dédié à la divinité du hasard, du destin et de la chance Fortuna. Le second est consacré à la déesse Mater Matuta,,. Ils sont situés au voisinage du Portus Tiberinus, au cœur d'un petit quartier marchand préexistant. Ce choix géographique met en évidence la volonté de « Macstrna » de mener une politique favorable aux agents commerciaux romains, probablement dans la perspective d'accroître le pouvoir économique de Rome,,,.

Les grands travaux serviens : l'empreinte architecturale laissée par la Ruma étrusque à Rome
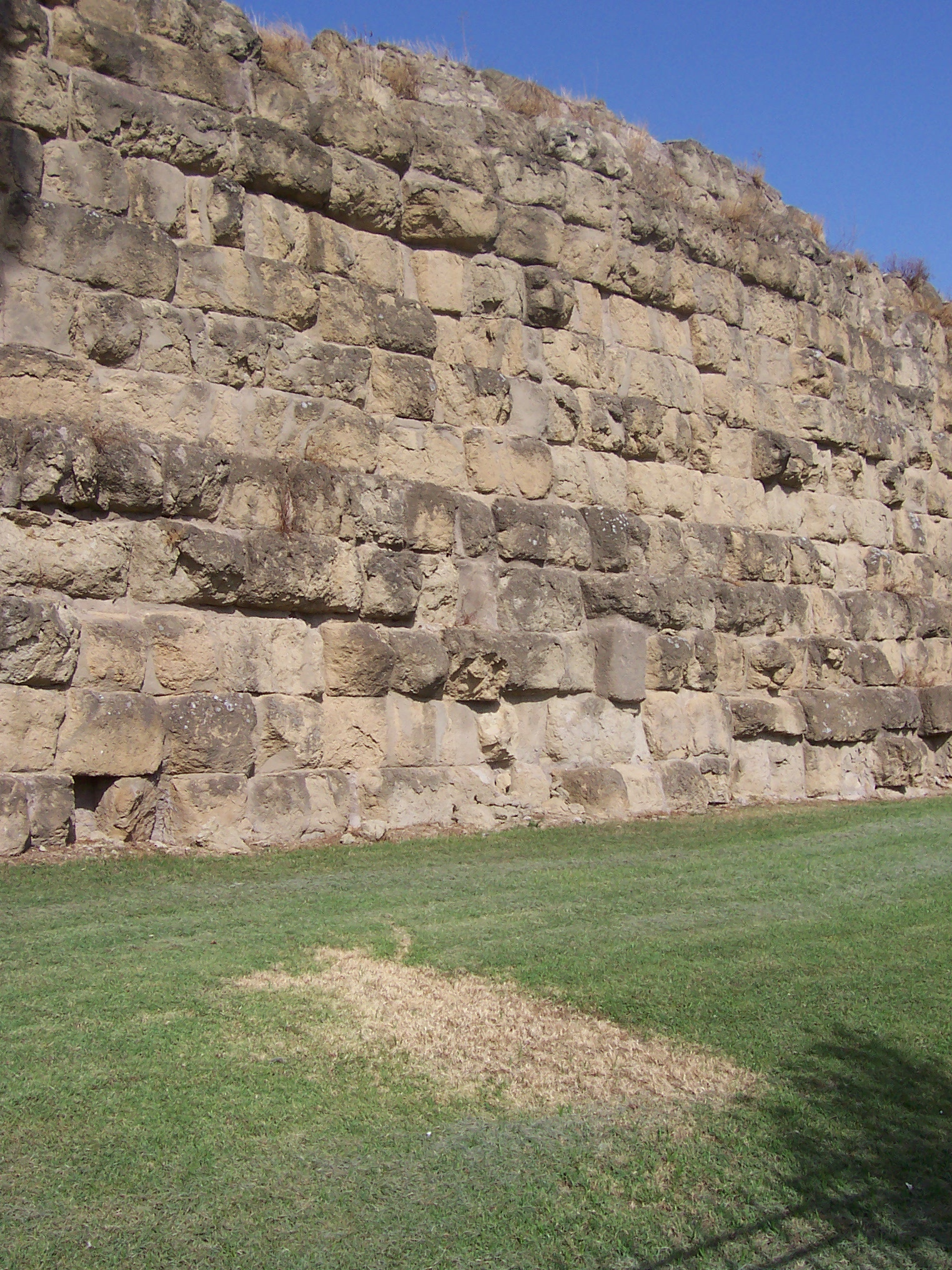
Vestiges en appareillé de la muraille servienne, à Rome.
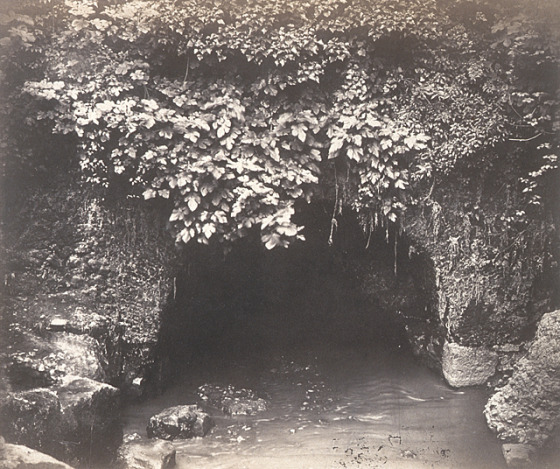
Vestiges de la cloaca maxima débuté et entreprise sous l'égide de Tarquin l'Ancien.
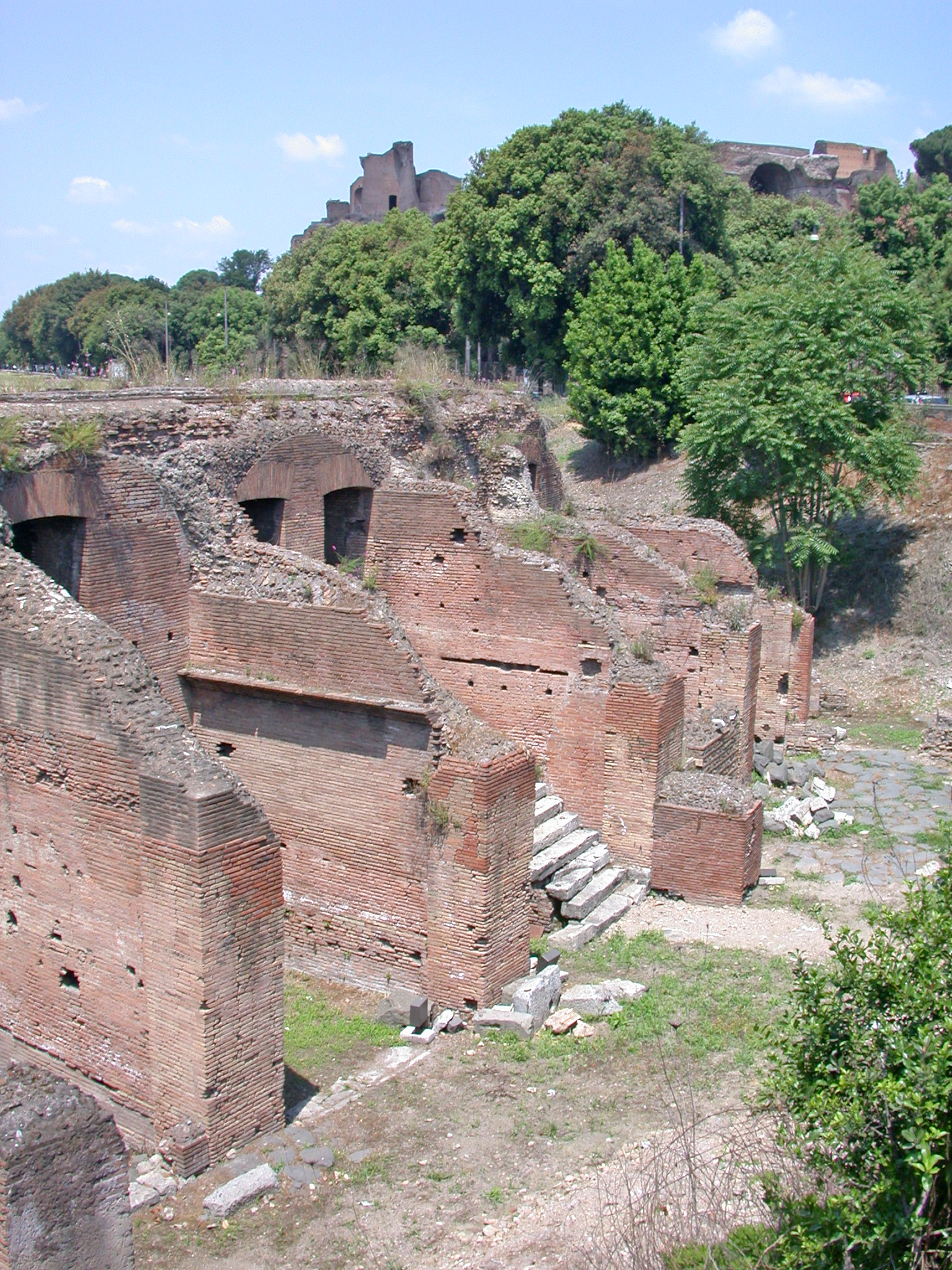
Ruines du Circus Maximus.
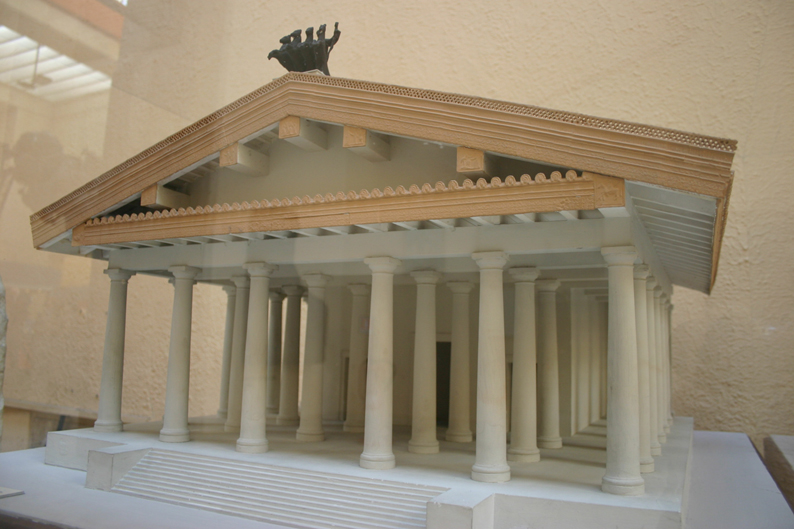
Reproduction miniaturisée du sanctuaire étrusco-romain dédié à Jupiter.
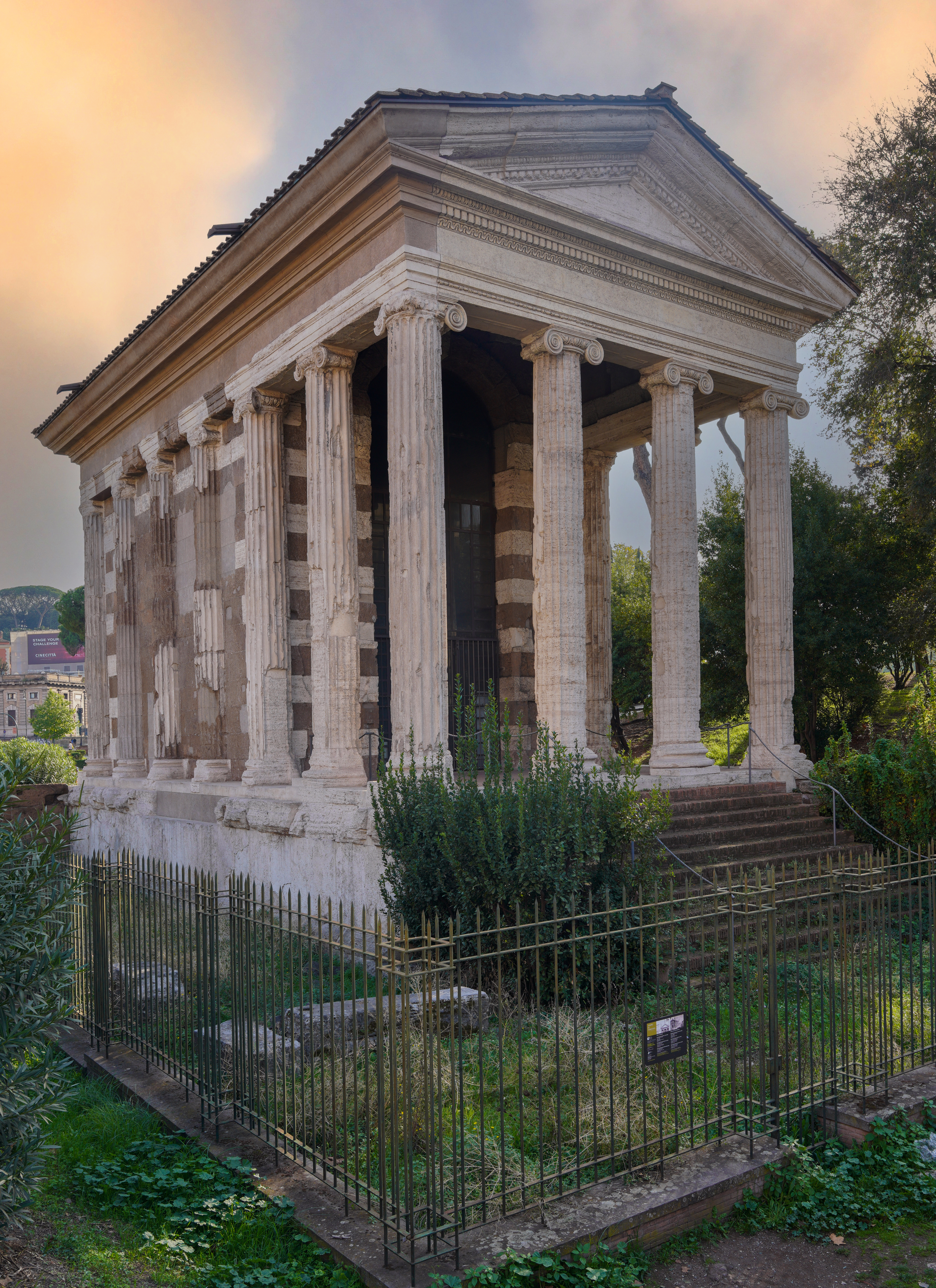
Temple de Portunus dédié à la déesse Fortuna[x],[107],[108],[109].
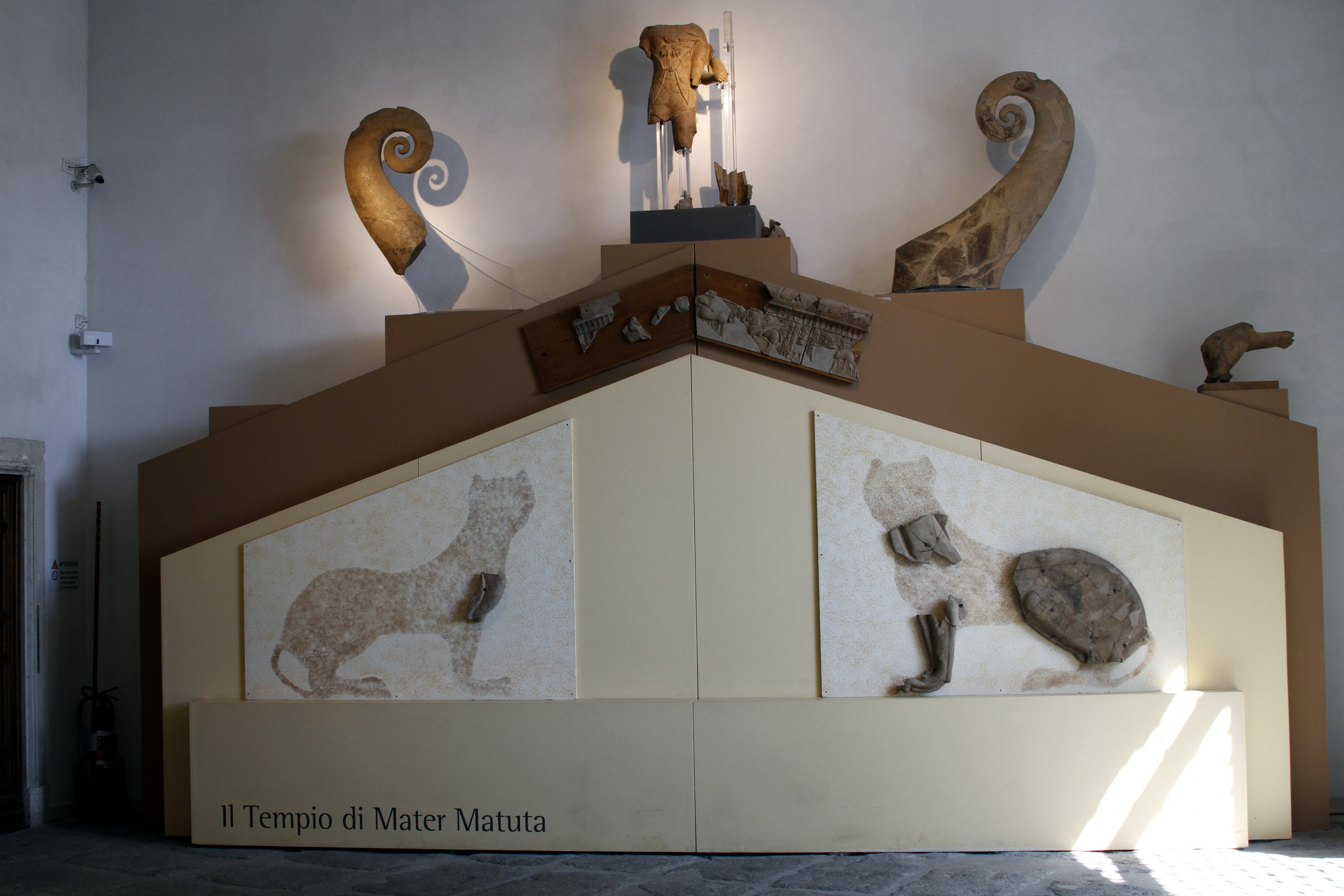
Vestiges attribués au temple étrusco-romain présumé dédié à Mater Matuta (site de Aire sacrée de Sant'Omobono) - VIe siècle av. J.-C.[y]. Ici : les vestiges dudit sanctuaire[110],[111],[112].

### Politique des Étrusques à Rome
D'autre part, Servius Tullius / « Marcstrna » engage des réformes politiques, institutionnelles, sociales, militaires et économiques profondes. Il institue une nouvelle organisation sociale : il fait voter des lois visant à répartir la société romaine en 5 classes, les cens,,, chacune déterminée par ses richesses propres, établit ainsi différents degrés d'imposition et soumet la population au suffrage censitaire,,.
Il réorganise l'administration territoriale de la cité par la création de 4 régions distinctes,. Par ailleurs, les comices centuriates sont destinées à deux objectifs : fixer une levée d'impôt, le « tributum » pour la rémunération des corps d'armée, et constituer lesdites troupes militaires romaines,,,.
Le monarque étrusque coordonne et hiérarchise l'armée romaine et innove en mettant en place des divisions armées dites lourdes. L'ost guerrier romain est articulé en environ 200 centuries, déterminées selon des critères de classe d'âge et de richesse censitaire. Chacune comporte 100 citoyens romains,. Les centuries constituées de citoyens jouissant des conditions physiques et matérielles les plus favorables se répartissent au sein des corps d'armée de première classe. Les juniores les plus aisés sont affectés aux corps d'infanterie lourde. Ces troupes sont organisées sous la forme de phalanges, équipées d'éléments de protection et d'éléments offensifs de type hoplitique,,.

Les réformes institutionnelles serviennes et la portée du règne du roi étrusque Servius Tullius dans la culture romaine
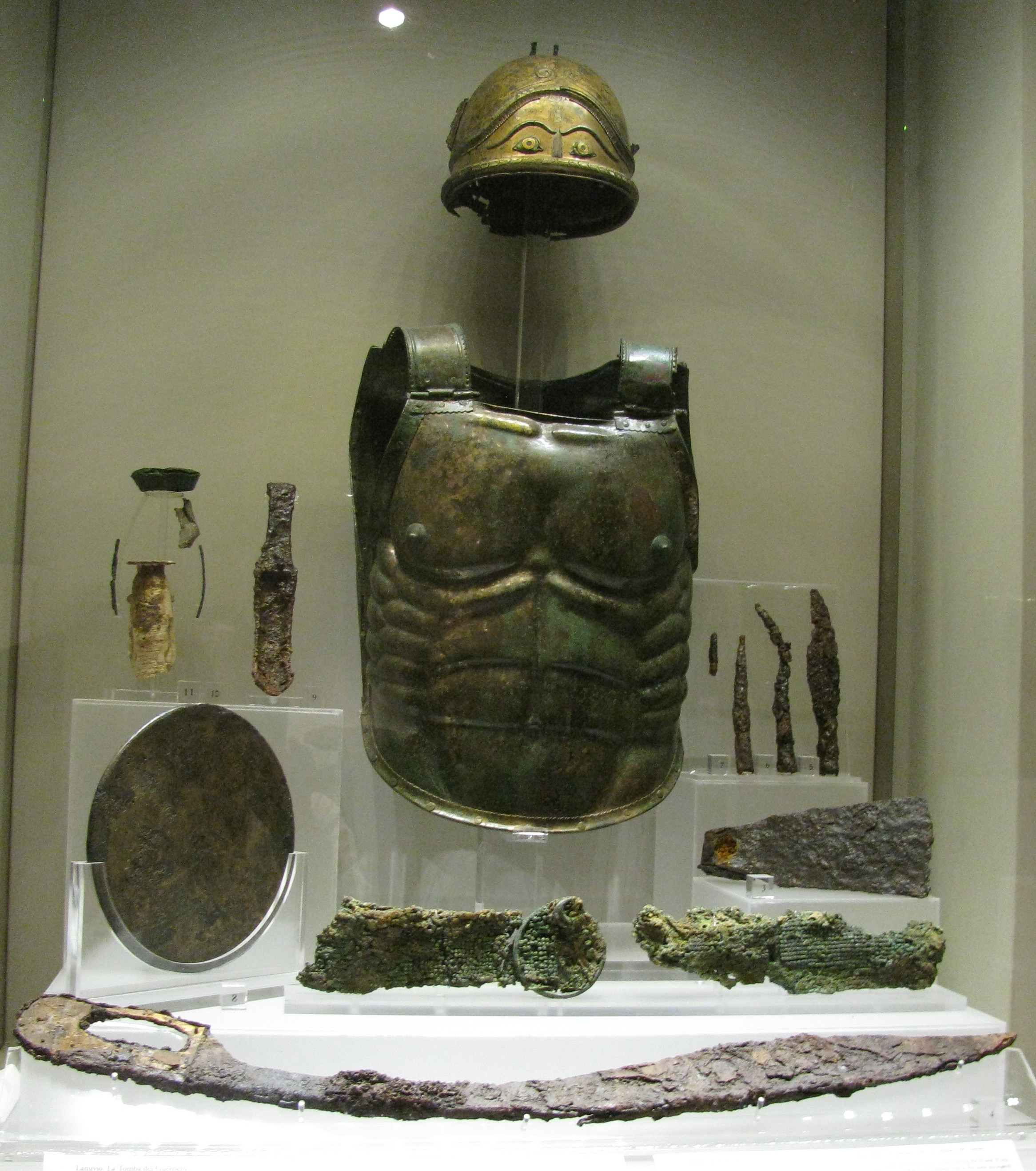
Armure hoplitique, en bronze laminé, Ve siècle av. J.-C. Mise au jour au sein de la sépulture dite tombe du guerrier dans l'aire archéologique du Lanuvium[ad].
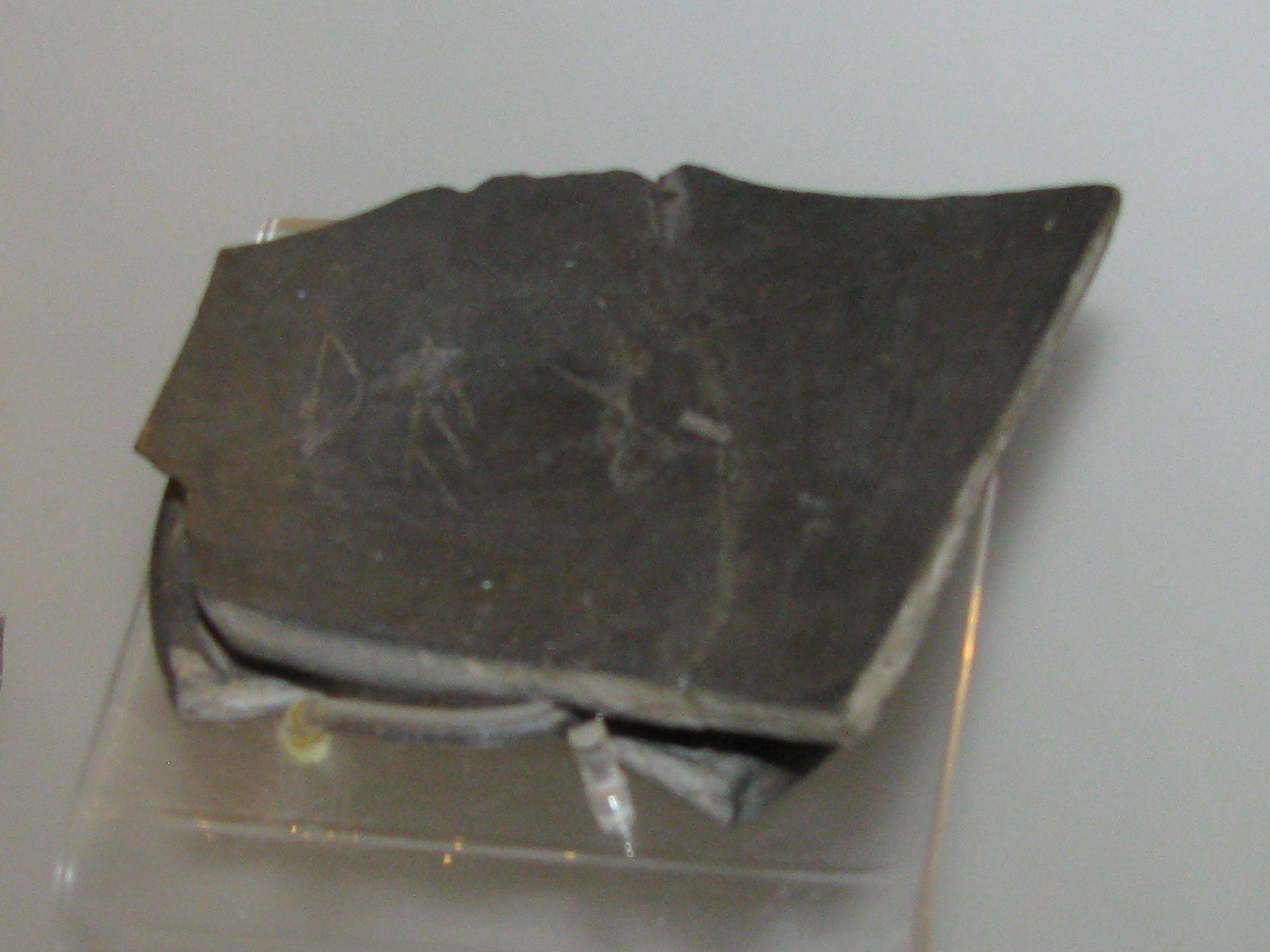
Tesson de ustensile de vaissellerie en céramique de type bucchero nero datant du 1er quart du VIe siècle av. J.-C.[ae] L'artéfact de terre cuite porte le graphe écrit en caractères étrusques :  (autrement dit, « Rex »)[30],[134],[135],

## Règne de Tarquin le Superbe: le déclin des Étrusques à Rome
En 534, après avoir fomenté l'assassinat de Servius Tullius / « Macstrna », puis un coup d'État au cœur du sénat romain visant à éloigner, voire éliminer les hiérarques partisans de ce dernier, Tarquin le Superbe accède à la magistrature monarchique suprême de Rome,,,,
,.

Le troisième souverain étrusque de Rome
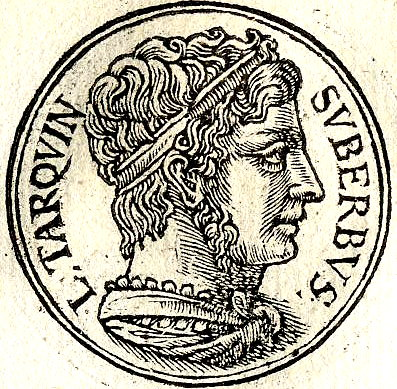
Portrait en buste de Lucius Tarquinius Superbus, dit Tarquin le Superbe (534-509). Lithographie appartenant à un ensemble pictural portant le titre : « Promptuarium iconum insigniorum »
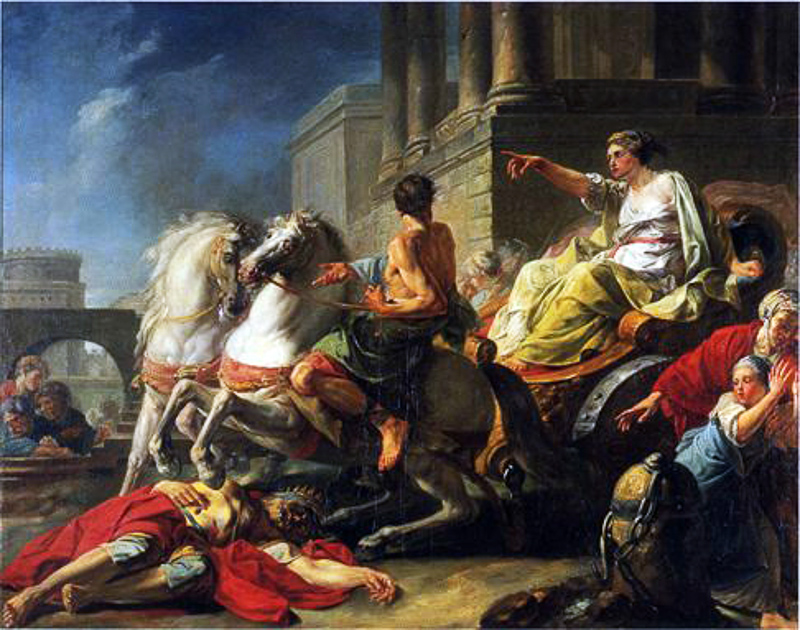
Tullia, fille cadette de « Macstrna », passant son char sur le corps de son défunt père. Huile de l'artiste-peintre français Jean Bardin, 1765[af][144].

Ce personnage, probablement petit-fils de Tarquin l'Ancien,, se présente comme étant également le beau-fils de Servius Tullius.
Les circonstances exactes illustrant l'avènement de son règne demeurent parfois floues et objet de controverses. Le déroulement précis des vénements consécutifs au décès de Servius Tullius ne bénéficie pas d'une unanimité historiographique et archéologique. La littérature antique révèle de nombreuses contradictions. 
Une inscription misa au jour non loin du Comitium, actuellement conservé au musée de Fiesole, porte la mention suivante :  

« fortuna Servios perit »

— Servius périt par action de la Fortune Tite-Live, Livre I ; Appius Claudius (Table Claudienne),,,,.
 
D'autre part, une évocation de Tite-Live, précisée par Denys d'Halicarnasse (60-8), suggère une fuite du vieux roi véien : 

« fit fuga regis apparitotum atque comitium »

— Tite-Live, Livre I, 48, 4.
 Cette dernière est effectuée en direction du Comitium, au moyen d'un char et s'accompagne d'un petit détachement militaire. L'offensive opérée par Tarquin le Superbe et ses hommes sur le groupement royal a lieu hors du centre sénatorial et législatif romain, probablement aux abords de la colline de l'Aventin.

Du schéma circonstanciel retraçant la mort de « Macstrna » et l'ascension au pouvoir de Tarquin le Superbe, on peut souligner 4 faits probables : l'intervention et la complicité de Tullia, fille cadette du 2e souverain étrusque de Rome et seconde épouse de son successeur,, ; la mise au défi et le parricide de ce dernier envers Servius Tullius ; et enfin le coup d'État mené par le futur titulaire du trône romain au sein des chambres législatives et sénatoriale romaines,,. Dans sa « Vie des hommes illustres - Publicola », le philosophe et biographe grec Plutarque (46 - 125) illustre l'accession et l'exercice au pouvoir de Tarquin le Superbe par cette remarque : 

« Tarquin le Superbe n'avait pas acquis le pouvoir par des voies honorables mais au mépris de la piété et des lois ; il ne l'exerça pas comme doit le faire un roi, mais avec l'insolence d'un tyran »

— Plutarque, Vie des hommes illustres - Publicola, Livre I, 3,,.
Les 25 années de règne de Tarquin le Superbe sont placées sous le signe de la tyrannie et la répression. Il met sur pied une politique carcérale qui se manifeste par la multiplicité des réclusions de ses opposants au cœur du sénat romain et des assemblées plébéiennes et patriciennes. Son exercice du pouvoir monopolise la globalité de la législation romaine. De fait, le régime institutionnel de Tarquin le Superbe se présente comme un verrouillage de l'ensemble des corporations parlementaires et à la mise en demeure de toute velléité d'opposition,.

## La fondation de la république: la fin de la prééminence des Étrusques de Rome
En 509, le 6e roi de Rome se fait chasser de la magistrature suprême par une coalition patricienne, laquelle est essentiellement composée de quatre principaux intervenants : Lucius Brutus, son propre neveu et dont on attribue traditionnellement la création et la paternité de l'avènement républicain de Rome ; Lucius Tarquinius Collatinus, dit « Tarquin Collatin », et également membre de la dynastie des Tarquins ; Valerius Publicola ; et enfin Lucrèce Tricipitin. 
La trame historique retraçant l'expulsion de Tarquin le Superbe, et l'avènement de la République romaine au détriment de ce dernier, est notamment fournie au travers des écrits antiques de Tite-Live, Denys d'Halicarnasse, et Fabius Pictor (254-204),,,,,,,. 
Néanmoins, on dispose de quelques rares documents archéologiques, tels que le Lapis Satricanus, lesquels viennent appuyer certaines des productions littéraires des Anciens. 
En l'occurrence, le linteau épigraphique dénommé Lapis Satricanus peut être mis en relation avec Publius Valerius Publicola, l'un des fondateurs de la république romaine. 
Cet artefact scriptural suggère une sortie victorieuse du patricien consulaire sous deux angles possibles : soit lors d'un duel le confrontant au fils de Tarquin l'Ancien ; soit sous la forme d'un succès militaire remporté par ses troupes d'une confrontation les mettant en jeu avec celles du monarque étrusque,,,,,,. 
Réduits à une minorité face à la république, Tarquin le Superbe et ses derniers alliés au sein du Comitium tentent d'étouffer celle-ci grâce au soutien sans équivoque de « Veis » et de « Tarchna ».
Toutefois, les troupes tarquino-véiennes sont battues et la tentative de reprise de la ville capitoline par le monarque déchu se révèle infructueuse,. Celui-ci prend fuite pour atteindre Tusculum, site proche de la ville capitoline. 
« Larth Porsna », alors souverain de la cité étrusque de « Velx » et membre de la dynastie tarquinienne mesure la pleine répercussion des événements et prend acte des incidences engendrées par la nouvelle équation politique et diplomatique de Rome. 
Ce dernier, accompagné d'un notable corps d'armée, renverse provisoirement l'alliance patricienne menée par Lucius Brutus. 
L'année 509 se conclut par la prise de pouvoir à Rome par le hiérarque vulcien pour seulement un an,. 

« Donc Tarquin, après la grande bataille qui lui coûta son fils, tué dans un combat singulier contre Brutus, s'était réfugié à Clusium. Il supplia Larth Porsenna de l'aider ; et ce personnage, le plus puissant des rois de l'Italie qui passait pour bon et généreux, lui promit son appui. »

— Plutarque, Publicola, Livre XVI, 1.
. Pour autant, une analyse historiographique plus affinée contribue à faire de ce scénario un tableau qui ne soit pas définitif. Plusieurs historiens contemporains nous éclairent sur ce point ; en particulier Thierry Piel et Bernard Mineo tempèrent ce discours en suggérant que Porsenna n'a probablement jamais été ce dernier roi transitoire et, postérieurement à un siège militaire remarquablement soutenu de la cité tibérienne, aurait à terme opéré une levée de blocus et joué de sa notoriété afin de résoudre un possible pacte diplomatique entre l'Étrurie et Rome. De surcroît, le roi « Clevsin » se présente comme étant probablement l'un des principaux acteurs du renversement de Tarquin le Superbe. Sous ce biais, l'action de « Larth Porsnna », se révélerait telle celle d'un condottiere et/ou d'un fin stratège : au demeurant, il s'agit de l'implication d'un homme avisé,,,,,,,,,,. Toutefois, cet événement-clé de l'histoire étrusque comporte à maints égards, des zones d'ombre non encore élucidées,,,,,. En revanche, il est à présent tenu pour acquis que ces éléments historiques marquent un tournant au cœur des relations étrusco-romaines et constituent un préalable aux conflits qui ont cours au Ve siècle av. J.-C. entre les cités-États de l'Étrurie et la jeune république tibérine,,,,.

La chute des rois étrusques de Rome
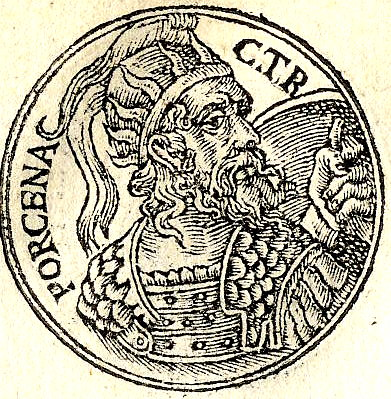
« Lars Porsna », le dernier roi étrusque de Rome supposé (509-508).
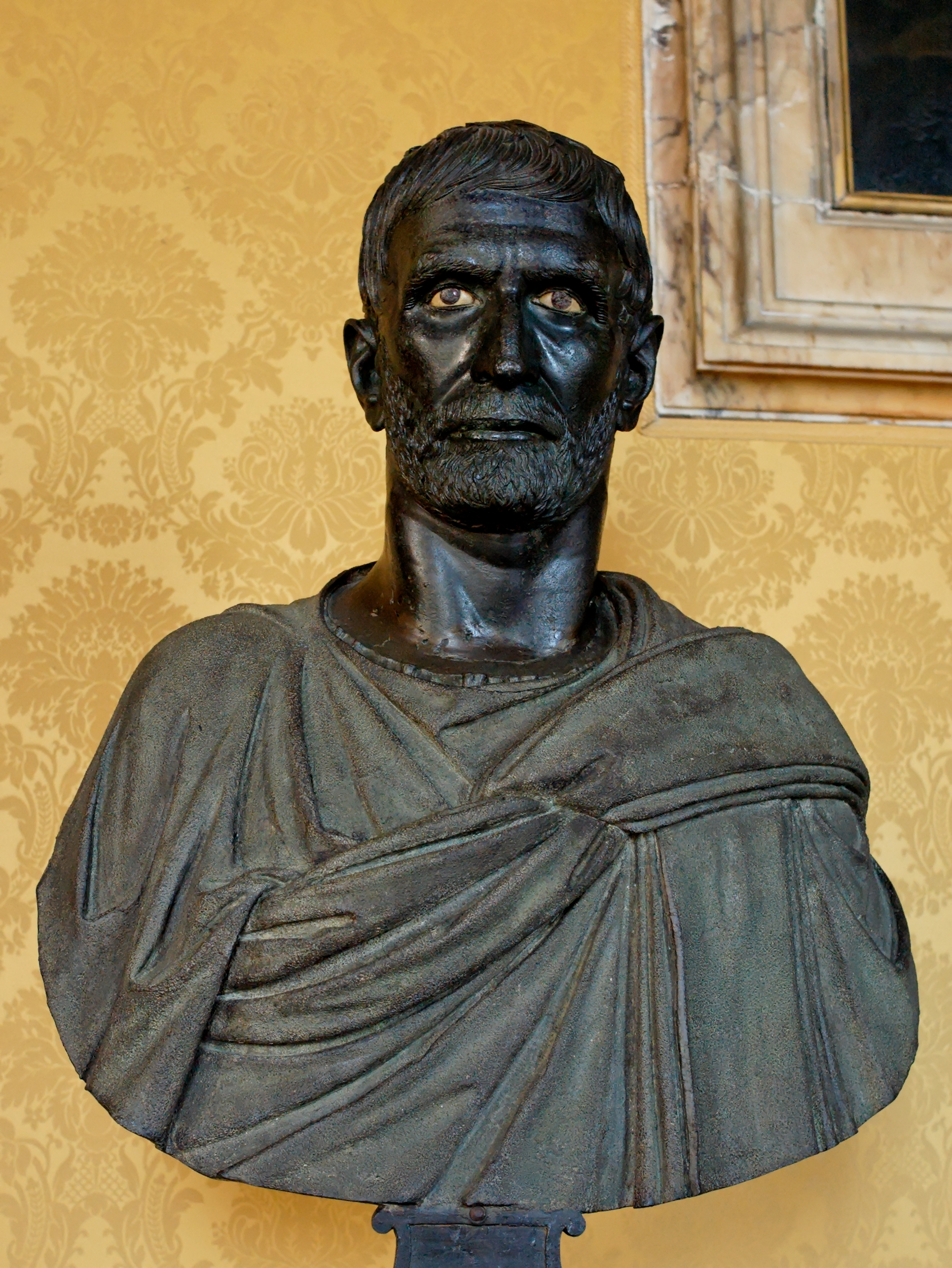
Lucius Junius Brutus, neveu de Tarquin le Superbe, principal fondateur de la république romaine en 509. Œuvre en bronze actuellement conservée et exposée au Musée du Capitole, à Rome.
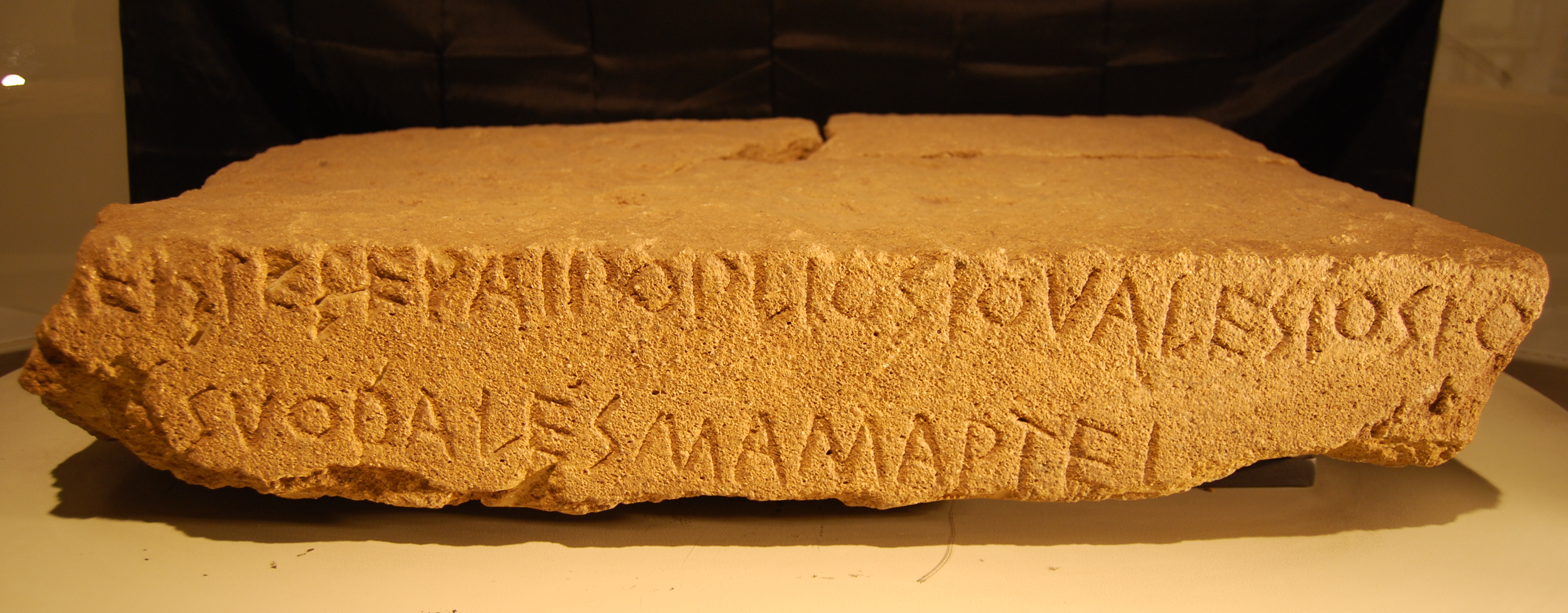
Le Lapis Satricanus. Document épigraphique sous forme de linteau de pierre écrit en latin archaïque[aj]. Artéfact attribué au tournant du VIe siècle av. J.-C. et du Ve siècle av. J.-C. Extrait en 1977, lors des fouilles archéologiques du Satricum, actuellement exposé au musée des Thermes de Dioclétien. Ce vestige est également l'une des rares occurrences matérielles témoignant des événements de l'an 509 à Rome[ak].

## Après la fondation de la république romaine: la pérennité d'une«koinè»étrusque à Rome

### Les années dupouvoirservien: bilan historiographique
Au travers de la politique de grands travaux entamée sous Tarquin l'Ancien et des multiples réformes serviennes conduites a posteriori, dont l'inspiration est un héritage direct de la culture étrusque, la  dynastie tarquinienne semble donc avoir marqué de son empreinte la cité tibérine de manière durable et concrète, effective et visible. Celle-ci participe d'une détermination immanente et sans équivoque des rois étrusques de Rome à faire de cette dernière une métropole au rayonnement politique, économique et militaire conséquent. L'auteur Tite-Live lui-même s'accorde à présenter la stratégie d'État des souverains tarquiniens comme étant positive et avisée en la formulant ainsi :

« œuvre la plus considérable qui puisse être réalisée en temps de paix »

— Tite-Live Ab Urbe condita libri, Livre I,,.
Pour autant, il est nécessaire de nuancer ce constat. D'une part, certains auteurs et historiens, voire d'hommes d'État romains (dont notamment Claude,,), objectent que la paternité de ces réformes dites serviennes reviennent pour totalité à son personnage éponyme,,. On conteste d'autre part, via une ample documentation archéologique, que lesdits grands travaux, bien qu'ils aient débuté sous la dynastie tarquinienne, se sont vus achevés à l'époque républicaine,,,. 
Enfin, s'il est actuellement fondé et établi que les rois étrusques ont laissé bien plus qu'une trace de leur postérité au sein de la ville capitoline antique, ces derniers demeurent des Étrusques de Rome (autrement dit les populations d'origine étrusque vivant sur le sol romain et que l'on désigne de manière globale par « Ruma estruschi »),, et ce, à la différence, voire a contrario des Etrusques appartenant à l'une des cités-États dont l'ensemble constitue les 3 dodécapoles d'Étrurie,,,.

### Rémanence de laRumaau cours de la république, de l'Empire romain et à l'époque moderne
Quoique leur souverain tarquinien et les siens soient éradiqués et exemptés de tout pouvoir de magistrature, pour enfin se voir mis en exil, le fait historique postérieur à l'avènement de la république romaine ne détermine pas une mise en demeure stricto sensu de l'ensemble des populations composant la « Ruma » étrusco-romaine. De facto, ces dernières, quoique démographiquement plus restreintes qu'auparavant, manifestent leur présence par le biais d'une continuité culturelle et géographique significative au sein de la cité tibérine. Pour exemple, les nombreux témoignages sous formes d'inscriptions épigraphiques rédigées en étrusque, de architecturaux et d'ex-voto provenant d'ateliers étrusco-romains, mis au jour dans l'ancien quartier étrusque du Janiculus, et du Comitium et de surcroît attribués au Ve siècle av. J.-C., IVe siècle av. J.-C., IIIe siècle av. J.-C. et IIe siècle av. J.-C.,.

Continuité de la koinè étrusque à Rome
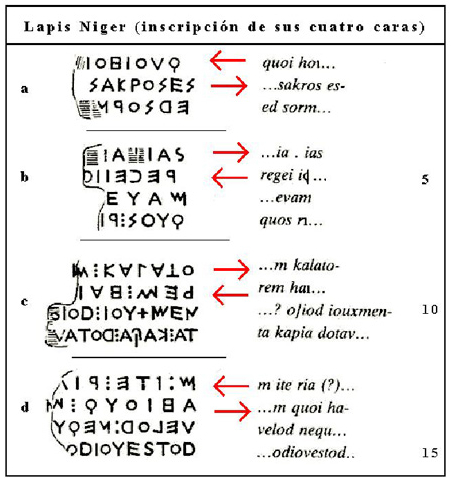
Traduction complète des 4 faces, de la stèle dite du Lapis niger.
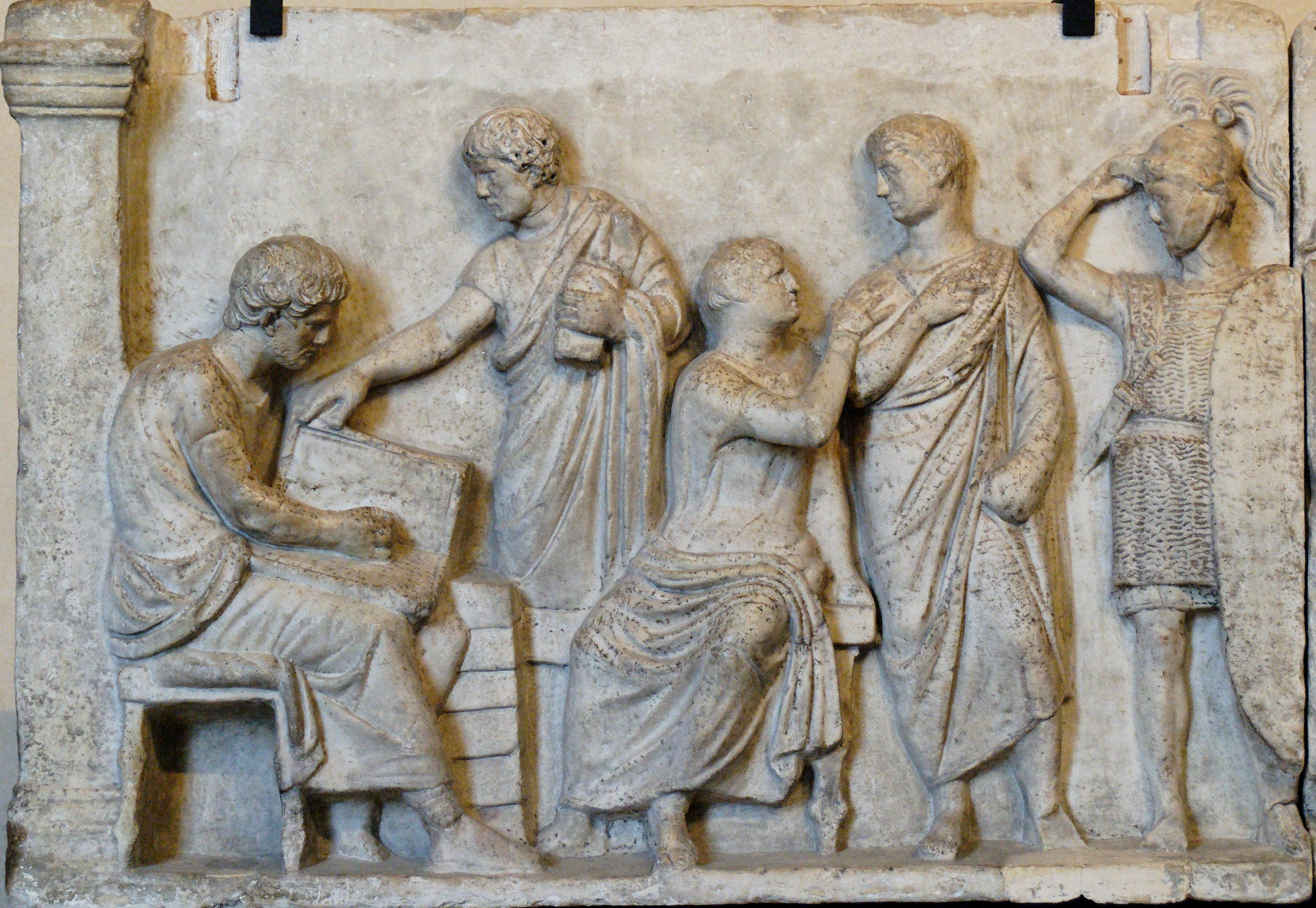
Bas-relief représentant des censeurs recrutant, imposant et hiérarchisant les populations civiles masculines selon leurs classes d'âge et sociales. Cet artéfact attribué à la fin du IIe siècle av. J.-C. met en évidence la continuité de la loi institutionnelle et fiscale romaine, promulguée sous le règne du roi étrusque Servius Tullius aux époques républicaine et ultérieurement impériale.
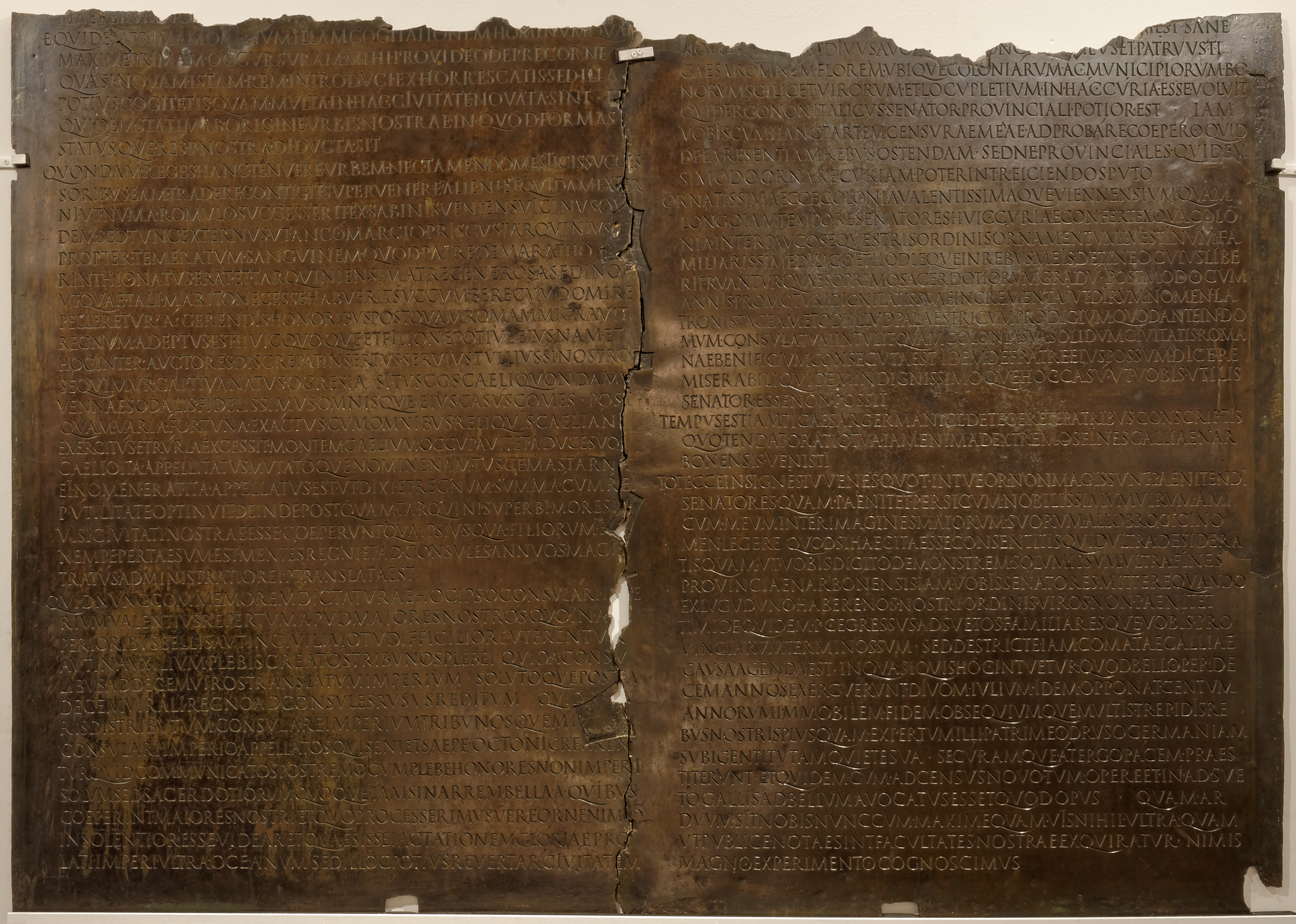
Les deux fragments de la table Claudienne, retraçant une allocution de l'empereur Claude devant le sénat romain. L'empereur, l'un des derniers locuteurs de la langue étrusque, y retrace le déroulement historique de la ville tibérine et évoque tout particulièrement les règnes des Tarquins.

De nombreux historiens contemporains, dont Jean-Marc Irollo, admettent que la culture de la Rome antique s'est fortement inspirée de celle des Étrusques, et tout particulièrement de la « Ruma tusci ». À cet effet, il est possible d'établir le constat d'une intégration par les Romains d'éléments issus de la civilisation étrusque, tant institutionnels, tels que le cadre de la magistrature,, la loi fiscale du cens, l'infrastructure militaire des centuriates ; que architecturaux, urbanistiques,,, (tout particulièrement concernant le domaine de la planimétrie) et sanitaires ; mais également cultuels et sociétaux, tels que les ludii,, les rites funéraires, ou encore la hiérachisation des classes sociales,. In fine, au travers de ce processus d'assimilation, ces multiples données historiographiques mettent en évidence l'impact et la dimension qu'a suscités la « Ruma » étrusque sur la « koinè » latine et romaine,.

Le quartier étrusque de Rome
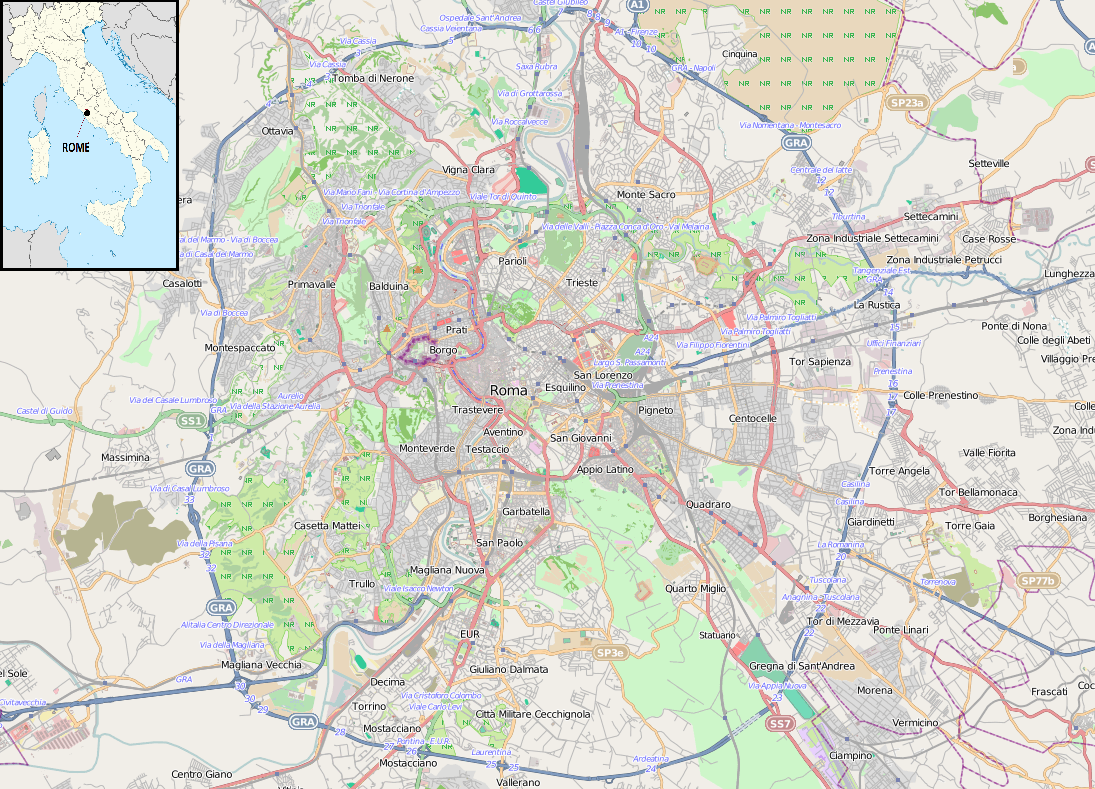
Carte de Rome actuelle. Le litus tuscus ou « ripa veiens » est situé à l'emplacement du quartier Trastevere.
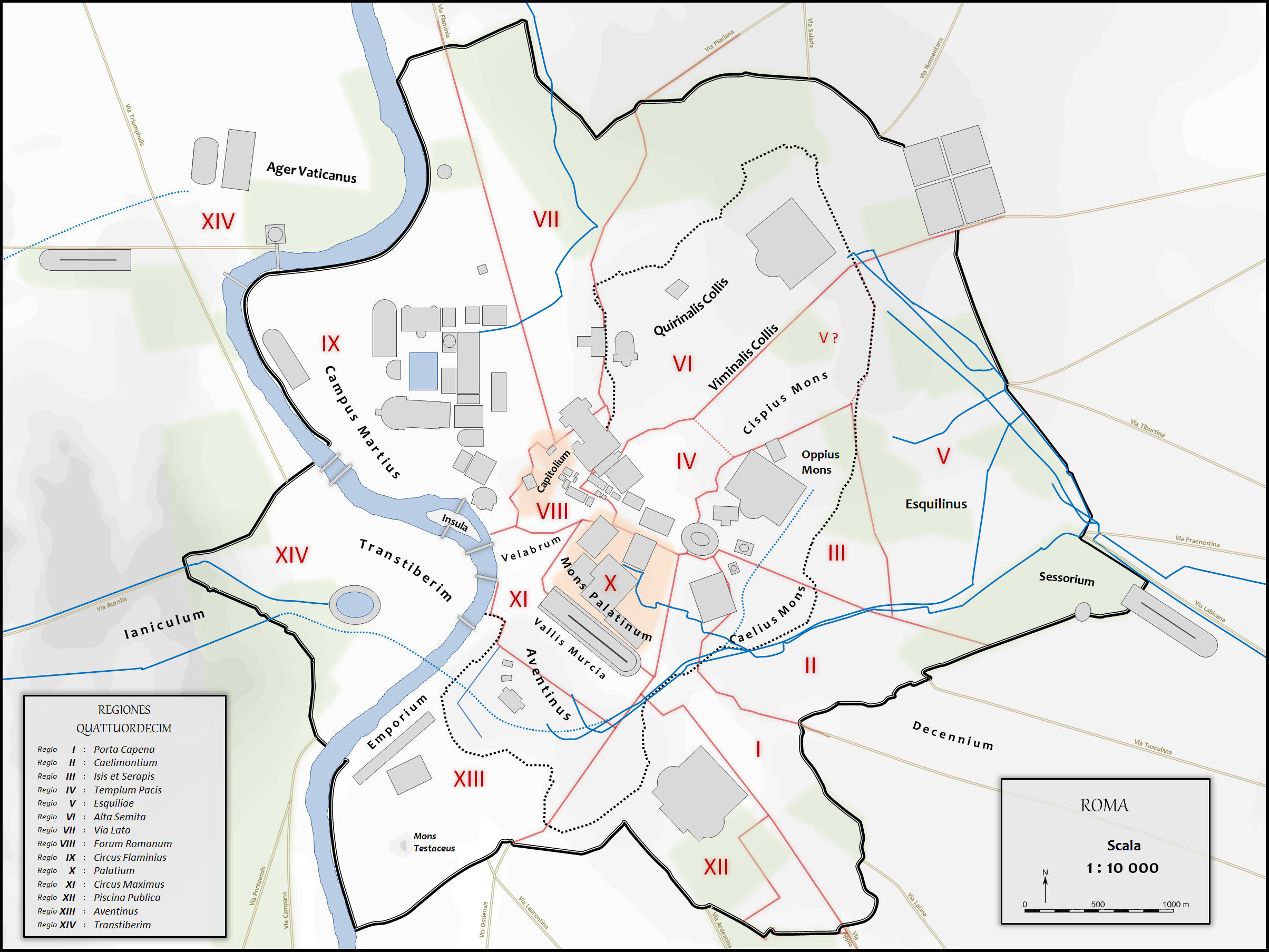
Le litus tuscus (quartier étrusque à Rome) est localisé à gauche du Tibre sur cette carte.
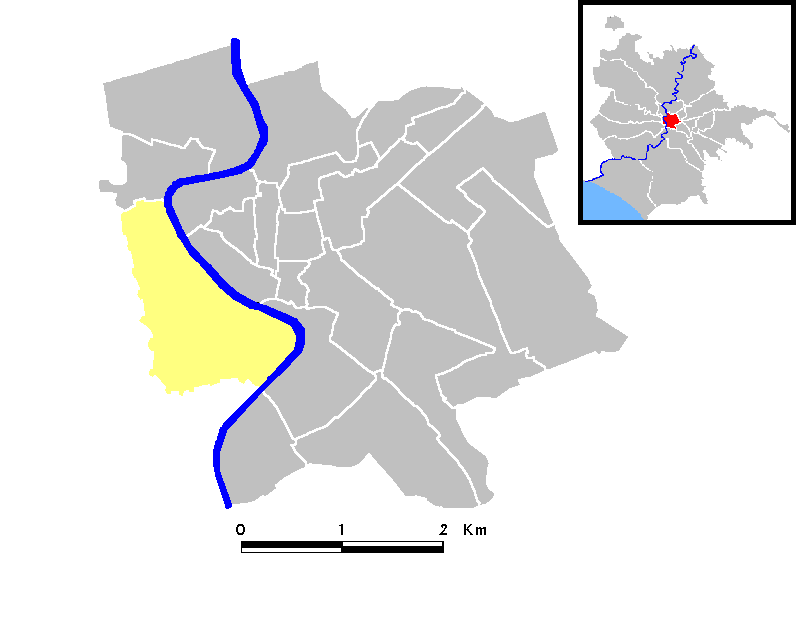
Actuelle situation géographique de ce qui fut le principal quartier des étrusques au sein de la Rome antique.
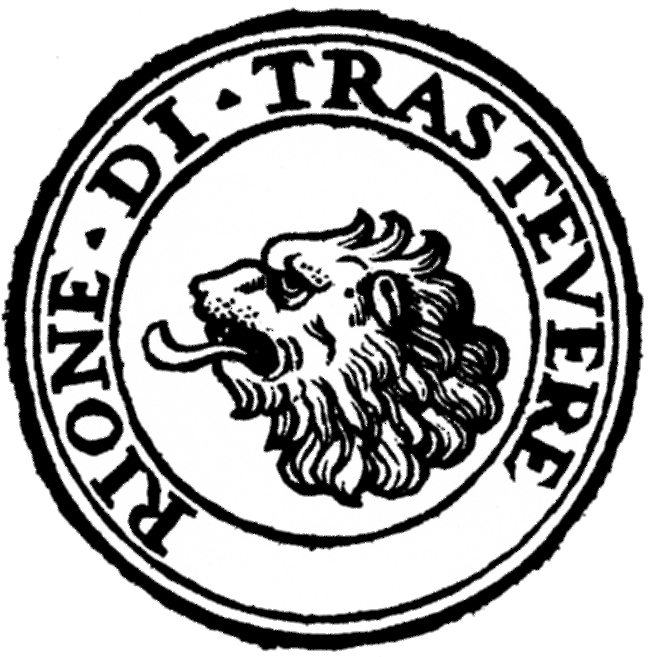
L'emblème du Trastevere, l'ancien quartier étrusque de Rome[apha 1]